# 지진희
지진희(池珍熙, 1971년 6월 24일 ~ )는 대한민국의 배우이다.

## 이력
서울특별시 출신인 그는 1999년 조성빈의 《삼류 영화처럼》 뮤직비디오에 출연하면서 연예인 활동을 시작했다.

## 학력
- 서울북성초등학교
- 한성중학교
- 영등포공업고등학교
- 명지전문대학 시각디자인학

## 경력
- 2009년 ~ 2012년 한국관광공사 명예홍보대사
- 2009년 월드비전 홍보대사
- 2010년 인구주택총조사 홍보대사
- 2010년 G20 성공기원 스타 서포터즈
- 2010년 ~ 2012년 경기지방경찰청 홍보대사
- 2011년 ~ 2014년 공예트렌드페어 홍보대사
- 2012년 아우디코리아 홍보대사
- 2013년 제10회 서울환경영화제 홍보대사
- 2014년 세브란스병원 재난대응 의료안전망 사업단 홍보대사
- 2014년 한국공예디자인문화진흥원 (KCDF) 홍보대사
- 2014년 춘천레고랜드 코리아 홍보대사
- 2014년 지진희&브릭 마스터 레고아트展 개최
- 2015년 SK케미칼 스카이셀플루 홍보대사
- 2016년 경제총조사 홍보대사
- 2016년 2016 한우 홍보대사
- 2017년 투표 독려 캠페인 '0509 장미프로젝트'

## 출연작

### 드라마
- 1998년 MBC 《사랑밖엔 난 몰라》
- 1999년 KBS 2TV 《초대》
- 2000년 KBS 2TV 《여비서》
- 2000년 MBC 《MBC 베스트극장 - 아름다운 남자》 ... 석 역
- 2000년 MBC 《MBC 베스트극장 - 창포 필 무렵》 ... 화가 선생님 역
- 2000년 SBS 《줄리엣의 남자》 ... 신우그룹 기획조정실 최승우 역
- 2001년 MBC 《MBC 베스트극장 - 성주푸리》 ... 기훈 역
- 2001년 MBC 《네 자매 이야기》 ... 한태석 역
- 2002년 MBC 《소나기 비 갠 오후》 ... 홍대진 역
- 2003년 MBC 《러브레터》 ... 정우진 역
- 2003년 MBC 《MBC 베스트극장 - 우리들의 작문 교실》 ... 소설가 역
- 2003년 MBC 《MBC 베스트극장 - 이별의 왈츠》 ... 기태 역
- 2003년 MBC 《대장금》 ... 민정호 역
- 2004년 SBS 《파란만장 미스김 10억 만들기》 ... 박무열 역
- 2004년 MBC 《MBC 베스트극장 - 형님이 돌아왔다》 ... 영호 역
- 2005년 SBS 《봄날》 ... 고은호 역
- 2008년 MBC 《스포트라이트》 ... 오태석 역
- 2008년 SBS 《스타의 연인》 ... 인기스타 역 (특별 출연)
- 2009년 KBS 2TV 《결혼 못하는 남자》 ... 조재희 역
- 2010년 MBC 《동이》 ... 숙종 (이순) 역
- 2012년 SBS 《부탁해요 캡틴》 ... 김윤성 역
- 2012년 KBS 2TV 《넝쿨째 굴러온 당신》 ... 목사님 역 (특별 출연)
- 2012년 SBS 《대풍수》 ... 이성계 역
- 2013년 tvN 《연애조작단; 시라노》 ... 1화 - F등급 회원 역 (특별 출연)
- 2013년 SBS 《따뜻한 말 한마디》 ... 유재학 역
- 2015년 KBS 2TV 《블러드》 ... 이재욱 역
- 2015년 SBS 《심야식당》 ... 영식 역 (특별 출연)
- 2015년 SBS 《애인 있어요》 ... 최진언 역
- 2015년 SBS 《설련화》 ... 이수현 역
- 2016년 SBS 《끝에서 두번째 사랑》 ... 고상식 역
- 2018년 JTBC 《미스티》 ... 강태욱 역
- 2019년 tvN 《60일, 지정생존자》 ... 박무진 역
- 2021년 Netflix 《무브 투 헤븐: 나는 유품정리사입니다》 ... 한정우 역 (특별 출연)
- 2021년 JTBC 《언더커버》 ... 한정현 / 이석규 역
- 2021년 tvN 《더 로드: 1의 비극》 ... 백수현 역
- 2023년 Netflix 《D.P. 시즌2》 ... 구자운 역 (특별 출연)
- 2024년 JTBC 《가족X멜로》 ... 변무진 역
- 2025년 KBS2 《킥킥킥킥》 ... 지진희 역
- 2025년 Disney+ 《나인 퍼즐》 … 윤동훈 역

### 영화
- 2002년 《H》 ... 강태현 형사 역
- 2003년 《여섯 개의 시선》 ... segment 5 - 운전자 역
- 2005년 《퍼햅스 러브》 ... 몬티역
- 2006년 《여교수의 은밀한 매력》 ... 박석규 역
- 2007년 《눈부신 날에》 ... 선영 남편 역 (특별 출연)
- 2007년 《수》 ... 장태수 역
- 2007년 《오래된 정원》 ... 오현우 역
- 2009년 《낙원 - 파라다이스》 ... 일호 역
- 2010년 《평행 이론》 ... 부장판사, 김석현 역
- 2010년 《집 나온 남자들》 ... 지성희 역
- 2011년 《토마스와 친구들 - 극장판 3》 ... 나레이터
- 2012년 《러브픽션》 ... 주로 역 (특별 출연)
- 2012년 《점쟁이들》 ... 원안
- 2012년 《길 위에서》
- 2015년 《적도》 ... 최민호 역
- 2015년 《미안해 사랑해 고마워》 ... 강명환 역
- 2016년 《연애의 발동: 상해여자, 부산남자》 ... 박준호 역
- 2024년 《무도실무관》 ... 대통령 역 (특별 출연)

### 텔레비전 프로그램
| 연도        | 방송사   | 제목                                                                  | 역할      | 날짜                    | 비고  |
| ----------- | -------- | --------------------------------------------------------------------- | --------- | ----------------------- | ----- |
| 2006        | KBS 2TV  | 《상상플러스》                                                        | 게스트    | 2006.12.26              | 109회 |
| 2009        | KBS 2TV  | 《상상플러스 시즌2》                                                  | 게스트    | 2009.06.09              | 234회 |
| 2009        | KBS 2TV  | 《해피투게더 시즌3》                                                  | 게스트    | 2009.06.18              | 102회 |
| 2012        | SBS      | 《일요일이 좋다 - 런닝맨》 - 킬러 vs 런닝맨 편                        | 게스트    | 2012.01.08              | 76회  |
| 2012        | SBS      | 《일요일이 좋다 - 런닝맨》 - 빙고레이스 하화대첩 편                   | 게스트    | 2012.01.15              | 77회  |
| 2012        | SBS      | 《일요일이 좋다 - 런닝맨》 - 열차 탈락 레이스 편                      | 게스트    | 2012.10.21              | 116회 |
| 2012        | SBS      | 《일요일이 좋다 - 런닝맨》 - 스펙터클 미션레이스 편                   | 게스트    | 2012.10.28              | 117회 |
| 2015        | KBS 2TV  | 《해피투게더 시즌3》                                                  | 게스트    | 2015.02.12              | 385회 |
| 2015        | TvN      | 《현장토크쇼 TAXI》 - 추(秋)남 특집                                   | 게스트    | 2015.10.13              | 399회 |
| 2015        | KBS 2TV  | 《해피투게더 시즌3》                                                  | 게스트    | 2015.10.29              | 421회 |
| 2016        | 코미디TV | 《맛있는 녀석들》                                                     | 게스트    | 2016.04.01              | 58회  |
| 2016        | SBS      | 《일요일이 좋다 - 런닝맨》 - 특급 에이전트 H : 끝에서 두 번째 사람 편 | 게스트    | 2016.07.17              | 308회 |
| 2016        | OLIVE    | 《올리브쇼》 - 2016 올리브 푸드 페스티벌                              | 게스트    | 2016.09.20              |       |
| 2018        | JTBC     | 《한끼줍쇼》                                                          | 게스트    | 2018.01.24              | 66회  |
| 2018        | KBS 2TV  | 《거기가 어딘데??》                                                   | 고정 출연 | 2018.06.01 ~ 2018.08.24 |       |
| 2018        | KBS 2TV  | 《해피투게더 시즌3》                                                  | 게스트    | 2018.06.07              | 542회 |
| 2021        | tvN      | 《유 퀴즈 온 더 블럭》                                                | 게스트    |                         |       |
| 2021        | tvN      | 《골벤져스》                                                          | 고정출연  |                         |       |
| 2022        | TV 조선  | 《골프왕3》                                                           | 게스트    |                         |       |
| 2024        | JTBC     | 《아는형님》                                                          | 게스트    | 2024.08.10              | 445회 |
| 2024        | JTBC     | 《뉴스룸》                                                            | 게스트    | 2024.09.01              |       |
| 2024        | tvN      | 《유 퀴즈 온 더 블럭》                                                | 게스트    | 2024.09.04              |       |
| 2024        | SBS      | 《미운 우리 새끼》                                                    | 스페셜MC  | 2024.09.08              |       |
| 2024 ~ 현재 | MBC      | 《실화탐사대》                                                        | 메인 MC   | 12월 12일 ~ 현재        |       |

### 라디오 프로그램
- 2010년 SBS 파워FM 《쿨 뮤직》 ... 일일 DJ (2010.08.01)
- 2013년 SBS 파워FM 《두시탈출 컬투쇼》 ... 게스트 (2013.12.27)
- 2017년 SBS 파워FM 《두시탈출 컬투쇼》 ... 게스트 (2017.05.21)

### 내레이션
- 2006년 SBS 《기아체험 24시간 10주년》 - 내레이션
- 2010년 KBS 1TV 《KBS 스페셜 - 한국인의 성공 DNA》 - 내레이션
- 2011년 《훈데르트바서 한국 특별展》 - 오디오 가이드 내레이션
- 2011년 《토마스와 친구들 - 극장판 3》 - 애니메이션 내레이션
- 2015년 EBS 1TV 《광복 70주년 특별 기획 다큐멘터리 위대한 유산》 - 내레이션
- 2015년 MBC 《MBC 창사 54주년 창사 특집 UHD 다큐멘터리 천 개의 얼굴, 화장》 - 내레이션
- 2017년 《디 아트 오브 더 브릭 (The Art of the Brick) 展》 - 오디오 가이드 내레이션
- 2019년 KBS1 《다큐 인사이트 - 기초과학이 세상을 바꾼다 1부 - 백두산 슈퍼 화산의 부활》 - 내레이션
- 2020년 KBS1 《다큐 인사이트 - 바이러스 전쟁 1부 - 바이러스 X / 2부 - 대봉쇄:바이러스가 만드는 세계》 - 내레이션

### 뮤직비디오
- 1999년 조성빈 - 〈삼류 영화처럼〉
- 김범수 - 〈하루〉
- 조성모 - 〈Never〉
- 2007년 이현우 - 〈거짓말처럼 기적처럼〉 (영화: 수)

### 광고
- 2001년 우체국 예금 보험
- 2001년 오리온 초코칩쿠키 (고은미와 함께 출연)
- 2003년 캠브리지멤버스
- 2003년 DHC
- 2003년 롯데칠성음료 2% 부족할때
- 2004년 SK에코플랜트 SK VIEW
- 2004년 하나은행
- 2004년 위니아대우
- 2004년 CJ제일제당 다시다 (한은정(한다감)과 함께 출연)
- 2004년 SK에코플랜트 MCITY
- 2005년 위니아만도 딤채
- 2006년 위니아만도 위니아에어컨
- 2006년 롯데웰푸드 자일리톨
- 2010년 Hy 헬리코박터 윌
- 2010년 대명광학 휴렌
- 2010년 CJ라이온 덴타시스템
- 2010년 ~ 현재 DB손해보험
- 2011년 동원F&B 천지인
- 2013년 동아제약 베나치오큐액
- 2015년 농심 백산수
- 2015년 ~ 2016년 LG유플러스 Biz 비즈스카이프
- 2015년 ~ 2016년 호텔마리나베이서울 마리나베이서울호텔
- 2016년 한우자조금관리위원회 우리 한우 캠페인
- 2016년 서울우유협동조합 서울우유
- 2016년 CJ오쇼핑 오덴세 (Odense)
- 2016년 에스알
- 2016년 휴온스
- 2016년 ~ 2017년 수서발 고속열차 (SRT) 광고 캠페인
- 2017년 잭필드코리아
- 2018년 하나원BIZ마켓
- 2019년 ~ 현재 귀뚜라미 보일러
- 2021년 ~ 현재 제일헬스사이언스 케펜텍
- 2023년 ~ 현재 HLB 제약 콴첼
- 2023년 ~ 현재 우유자조금관리위원회

## 저서
- 2009년 《이탈리아, 구름속의 산책》
- 2011년 《폴라로이드데이》

## 수상 및 후보
| 연도 | 시상식                      | 부문                                     | 작품                        | 결과 |
| ---- | --------------------------- | ---------------------------------------- | --------------------------- | ---- |
| 2000 | SBS 연기대상                | 남자 신인연기상                          | 줄리엣의 남자               | 후보 |
| 2003 | MBC 연기대상                | 남자 우수연기상                          | 대장금, 러브레터            | 후보 |
| 2004 | SBS 연기대상                | 드라마스페셜부문 남자 연기상             | 파란만장 미스김 10억 만들기 | 수상 |
| 2009 | MBC 연기대상                | 남자 최우수연기상                        | 결혼 못하는 남자            | 후보 |
| 2009 | MBC 연기대상                | 미니시리즈부문 남자 우수연기상           | 결혼 못하는 남자            | 수상 |
| 2009 | MBC 연기대상                | 남자 네티즌상                            | 결혼 못하는 남자            | 후보 |
| 2009 | MBC 연기대상                | 베스트 커플상 (with 엄정화)              | 결혼 못하는 남자            | 후보 |
| 2010 | 홍콩 유선 인기드라마 시상식 | 남자 주인공상                            | 동이                        | 수상 |
| 2010 | MBC 연기대상                | 남자 최우수연기상                        | 동이                        | 수상 |
| 2010 | MBC 연기대상                | 깨방정상                                 | 동이                        | 수상 |
| 2010 | MBC 연기대상                | 남자 인기상                              | 동이                        | 후보 |
| 2010 | MBC 연기대상                | 베스트 커플상 (with 한효주)              | 동이                        | 후보 |
| 2011 | CETV 2011                   | 아시아 10대 인기스타상                   | 동이                        | 수상 |
| 2012 | SBS 연기대상                | 드라마스페셜부문 남자 최우수연기상       | 부탁해요 캡틴, 대풍수       | 후보 |
| 2014 | SBS 연기대상                | 드라마스페셜부문 남자 우수연기상         | 따뜻한 말 한마디            | 후보 |
| 2015 | 제4회 에이판 스타 어워즈    | 장편드라마부문 남자 최우수연기상         | 애인 있어요                 | 후보 |
| 2015 | SBS 연기대상                | 장편드라마부문 남자 최우수연기상         | 애인 있어요                 | 후보 |
| 2015 | SBS 연기대상                | 10대 스타상                              | 애인 있어요                 | 수상 |
| 2015 | SBS 연기대상                | 베스트 커플상 (with 김현주)              | 애인 있어요                 | 수상 |
| 2015 | KBS 연기대상                | 미니시리즈부문 남자 우수연기상           | 블러드                      | 후보 |
| 2016 | SBS 연기대상                | 로맨틱 코미디 드라마부문 남자 우수연기상 | 끝에서 두번째 사랑          | 후보 |
| 2025 | 제59회 납세자의 날          | 대통령 표창                              | 빈칸                        | 수상 |